# Circus of Books (película)
Circus of Books es una película documental estadounidense de 2019 dirigida por Rachel Mason, escrita por Rachel Mason y Kathryn Robson y protagonizada por Karen Mason, Barry Mason y Rachel Mason. La premisa gira en torno a Circus of Books, una librería y tienda de pornografía gay en West Hollywood, California, y en el barrio de Silver Lake en Los Ángeles.
La película se estrenó en el Festival de Cine de Tribeca 2019 y se estrenó en Netflix en los Estados Unidos el 22 de abril de 2020.

## Reparto
- Karen Mason
- Barry Mason
- Rachel Mason
- Josh Mason
- Micah Mason
- Alexei Romanoff
- Billy Miller
- Don Norman
- Freddie Bercovitz
- Paulo Morillo
- Ellen Winer
- Larry Flynt
- David Gregory
- Fernando Aguilar
- Alaska Thunderfuck
- Jeff Stryker

## Lanzamiento
La película se estrenó en el Festival de Cine de Tribeca 2019. Luego se exhibió en varios festivales de cine, incluido el Frameline Film Festival, Outfest, el Hamptons International Film Festival y el BFI London Film Festival. En el Festival de Cine de Sidewalk de 2019, la película ganó el Premio del Público a la Mejor Película Documental.
El 22 de abril de 2020, la película se estrenó en Netflix.

## Recepción
A junio de 2020, Circus of Books tiene una calificación de aprobación del 98% en Rotten Tomatoes, según 52 reseñas con una calificación promedio de 7.75/10. El consenso de los críticos del sitio web dice: "Al igual que la tienda con un nombre descarado en el centro de este documental, Circus of Books demuestra que hay innumerables historias debajo de la superficie si solo estamos dispuestos a mirar". Peter Bradshaw de The Guardian calificó la película con 4 estrellas de 5.
Circus of Books fue nominado para el premio GLAAD Media Award 2021 al mejor documental.
 